# Obtusifolium obtusum
Obtusifolium obtusum là một loài Rêu trong họ Jungermanniaceae. Loài này được (Lindb.) S.W. Arnell mô tả khoa học đầu tiên năm 1956.